# (13130) Dylanthomas
(13130) Dylanthomas est un astéroïde de la ceinture principale.

## Description
(13130) Dylanthomas est un astéroïde de la ceinture principale. Il fut découvert le 12 août 1994 à La Silla par Eric Walter Elst. Il présente une orbite caractérisée par un demi-grand axe de 2,45 UA, une excentricité de 0,17 et une inclinaison de 7,8° par rapport à l'écliptique.

## Compléments